# 伊德利卜烈士旅
伊德利卜烈士旅是2012年2月在伊德利卜省成立的反抗叙利亞政府的叛亂组织，成立時名稱為叙利亚解放军，不久改為現名。其成员主要由曾参与过示威抗议活动的携带武器的平民组成。该叛亂组织目前的主要目标是将叙政府军驱赶出伊德利卜省。
该叛亂组织面临的最大问题是不能获得稳定有效的武器与弹药供给，这导致他们不能有效地攻击政府軍。
该叛亂组织宣称尽管他们并不比自由叙利亚军更有作战能力，但是却实施了大多数在伊德利卜省内发生的与政府軍的武装斗争。